# Кирпичи (группа)
«Кирпичи́» — российская рэп-рок-группа из г. Ленинграда, образованная в 1988 году. Известна ироничным стилем написания текста.

## История группы

### Основание группы
Истоки группы лежат в 1988 году (до этого группа, образованная в 1991-м году Василием Васиным (вокал, гитара) и Станиславом Сытником (бас-гитара), существовала под разными названиями), а 15 мая 1995 года в питерском Доме пионеров группа дала свой  концерт. Тогда она называлась «Bricks Are Heavy», чуть позже сменив название на «Кирпичи тяжелы». Будущий хит «Байка» ранее назывался — «Biker». Из сегодняшних участников «Кирпичей» в группе был только гитарист/вокалист — Вася Васин. Кроме него были Станислав Сытник (бас) и Кирилл Соловьев (ударные). Вскоре выпустили ещё один альбом «Кирпичи тяжелы Live», который записали на концерте в клубе «Полигон».
В 1996 году состав группы несколько раз менялся. В конце концов участников снова стало трое. Это были Вася Васин, а также Данила «Danny Boy» Смирнов и Евгений «UJ» Назаров. Двое последних успели поучаствовать в группах Numb Paramour и Skyhog. Позже к ним присоединился DJ Кефир как концертный участник. Первые записи они сделали в апреле 1996 года на деньги отца Василия на студии «Тропилло».

### Кирпичи тяжелы
В мае 1996 года «Кирпичи» подписали контракт со звукозаписывающей компанией «ШОК-Records». Был записан альбом «Кирпичи тяжелы» и снят клип на песню «Байка». На фестивале «Новая волна питерского рока» «Кирпичей» назвали открытием года, вручили награду за лучший дебют года среди клубных групп Петербурга. В релизе так же поучаствовал «DJ Кефир» добавив скретчинг, семплинг в песнях «Кирпичи 96», «Работа — свобода», «Кирпичи тяжелы»
Летом «Кирпичи» отметились на таких фестивалях как «Наполним небо добротой», «Учитесь плавать!-2». Осенью в Выборге вместе с Наутилусом Помпилиусом выступали на концерте, посвященном году вещания радио «Европа Плюс». В октябре компания «Шок-Records» выпустила альбом «Кирпичи тяжелы». Презентация прошла в том же «Полигоне» при участии групп «Улицы», Джан ку и Tequilajazzz.
Альбом ожидал большой успех. Группа продолжала выступать на фестивалях, давая концерты. На очередном фестивале «Учитесь плавать!» (уже в 1997 году) группа представила свою новую песню «Замучали гады».

### Смерть на рейве
В конце 1998 — начале 1999 года началась новая эра в истории группы — Данила, Джей и Вася начали читать рэп, чередуя рэп- и рок-концерты. Весной 1999 года компания «Гала Рекордз» выпустила второй альбом «Кирпичей» — «Смерть на рейве», в который вошли уже известные к тому времени песня «Замучили Гады», а также «Плюю я», на которую был снят клип. Летом 1999 года на питерском Радио Рекорд появилась программа «Наше Гетто», посвященная в основном рэпу, хотя иногда там можно было услышать и тяжелую гитарную музыку. Эту передачу делали вначале все «Кирпичи», затем только Данила и Джей, а потом остался один Данила. Сейчас программы уже нет — она прекратила своё существование из-за активной гастрольной деятельности группы.

### Капиталиzм 00
Осенью 1999 года группа «Кирпичи» записала на студии «Гала Рекордз» в Москве свой третий студийный альбом — «Капиталиzм 00», который выдержан в рэп-стилистике. Вышел он в октябре 2000 года. Причина задержки: 18 февраля 2000 года скончался Джей — барабанщик и MC «Кирпичей». 30 марта 2000 года в питерском клубе «Спартак» прошёл концерт памяти Жени Назарова, в котором кроме Кирпичей приняли участие группы, Tequilajazzz, IFK, «НОМ», «Колыбель», «Джан Ку». На этом концерте в качестве новой барабанщицы дебютирует старая знакомая группы Светлана Терентьева (играла до этого в группе Buttweizer). Летом к коллективу также присоединяется второй гитарист Оник Вартанов (Scang), дебютировавший с группой на фестивале «Нашествие 2000». В конце лета Светлану Терентьеву сменил новый барабанщик «Кирпичей» — Вадим «Нос» Латышев. Он же читал на концертах рэп вместе с Васей. После выхода «Капитализма 00» был снят клип на песню «Данила-блюз». Песня стала часто крутиться по MTV, МузТВ и по разным радиостанциям (Наше Радио, Ультра, Балтика, Рекорд, Радио Шансон, Радио Хит, Радио Модерн). Группа вернулась к активной концертной деятельности и успела поучаствовать в разных фестивалях в различных городах страны («Калининград In Rock 2000» в Калининграде, фестиваль «Кодак» в Краснодаре с группами SPORT и Tequilajazzz, «Балтика пиво фест» в Москве, «Street fest» в Питере, «Нашествие» в Раменском при стечении 50000 человек). Кроме того, группа активно гастролирует по городам России и СНГ.

### Сила ума
Весной-летом 2002 года начинается работа над новым альбомом. Оника Вартанова на гитаре заменяет Иван Людевиг. В сентябре 2002 года вышел четвёртый альбом группы «Кирпичи» под названием «Сила ума». По словам самих музыкантов «Сила ума» — это «D.I.Y. продукт в стиле Lo-Fi Core…».
«В принципе, это альбом опять возрождающегося поколения музыкальных революционеров. Он ориентирован на недовольных современной ситуацией людей всех возрастов. В этом альбоме — все, чем мы располагаем в гуманитарном плане на сегодняшний день.»
Альбом был принят как поклонниками, так и средствами массовой информации положительно. Осенью 2002 года в обычной петербургской школе был снят видеоклип на песню «Школьнички». Вторым синглом с альбома стала песня «Джедаи», которая добралась до вершин многих радио-чартов. 7 ноября 2004 года на коммунистической демонстрации в городе Санкт-Петербурге под руководством Васи Васина был снят видеоклип на эту песню.

### Let’s rock!
После выхода «Силы ума» у лидера коллектива Васи Васина поинтересовались, каковы его творческие планы.
«Хочу записать пластинку типа Guns N’ Roses „Use Your Illusion II“ и отрастить хайер. Мы очень давно хотели записать чисто рок-пластинку, разбить стереотип, что Кирпичи — это рэп, потому, что, даже читая „под минус“, принимая хип-хоп как форму, мы всегда были рок-группой».
14 марта 2004 года выходит альбом Let’s Rock!. В это же время в группе появился новый гитарист — Иван Людевиг.
Музыка на альбоме возвращает к золотым временам гранжа. Пластинка получилась лирическая и личная, насколько, конечно, лирическим и личным может быть трэш. В этом альбоме намного меньше политики, однако, все равно появились такие песни, как «Никто никогда никому ничего», с ярко выраженным протестом: «Ты один против всех!» и «Рабочий класс мира».
Вот как охарактеризовал творение Данила — вокалист и бас-гитарист группы:
«Новый наш альбом записывался быстро и слаженно. Этот продукт отражает чувства взрослых людей, пытающихся понять — а зачем, собственно, все это надо? По мере движения от песни к песне понимаешь, что мы полны энергией игры, но устали доказывать что-либо кому-либо. Так что мы просто играем в эту игру под названием „Кирпичи“ — это одна из самых лучших ролевых игр и экшенов на матушке-земле.»
Ещё до выхода Let’s rock! на «Нашем радио» начали активно крутить песню «Ира», которая очень долго продержалась в хит-параде «Чартова дюжина».
Весной 2004 года был снят очередной клип «Кирпичей» на песню «Ира». В это же время была проведена церемония S.P.A.M., где «Кирпичи» победили в номинации «Лучшая группа».

### Царский альбомъ
24 декабря 2005 года выходит «Царский альбомъ», удививший публику своим лиричным звучанием. Если раньше «Кирпичи» пели про «бухло и тёток», то добрая часть песен на «Царском» — о любви. В музыке стало больше фанка, красивых гитарных соло. Появляется клип на песню «Царь».
Жанр нового альбома Вася определил так:
«Читаются ненапряжные тексты под живую несемплированную музыку, много песен про любовь и прочую чушь.»

### 7
В октябре 2006 вышел альбом «7», записанный в рекордно короткие сроки (2-3 месяца). Песни Вася и Данила записывали «дистанционно», пересылая материалы друг другу через Интернет. Альбом в целом продолжает лиричную тему с прошлогоднего «Царского альбома».
В марте 2007 года группу покинул гитарист Иван.

### Камни
Осенью 2008 года «Кирпичи» выпустили новый, восьмой по счету альбом под названием «Камни», презентация которого прошла 11 октября в клубе «Точка». Пластинка содержит 14 композиций, записанных летом 2008 года на студии «Добролёт» Андреем Алякринским.
Летом 2009 года «Кирпичи» выступили на фестивале «KUBANA». В их программу вошли самые известные композиции из альбома «Сила ума», также прозвучали и более поздние песни.
22 ноября 2009 года в клубе «Главclub» группа «Кирпичи» презентовала свой новый макси-сингл: «Главклуб».

### Новые Кирпы Моо Фок
В декабре 2010 года группа «Кирпичи» записывает свой девятый студийный альбом. 11 февраля В. Васин объявил в своем блоге о релизе альбома «Новые Кирпы Моо Фок» на ThankYou.ru.

### SUMMERTIME!
22 апреля 2013 года вышел новый клип группы «All Around the World», а уже 26 апреля в клубе «P!pl» прошла презентация нового альбома, за несколько недель до официального выхода. 5 мая 2013 в сеть был выложен ещё один новый клип, под названием «Endless Party», 20 мая на Youtube появился очередной клип на песню «Smoke». 10 июня состоялся релиз альбома на iTunes. 9 июля был опубликован ещё один клип на песню «Summertime».
26 августа группа представила новый, концептуальный клип на песню «Shame» (в 3 версиях, для каждого участника группы), клип снят в нестандартном разрешении, особенно удобно просматривать этот клип на устройствах iPhone и iPad. 16 сентября вышел ещё один концептуальный клип на песню «Goodbye»

### Потому что мы банда
30 октября 2015 года — релиз 11-го альбома «Потому что мы банда». Альбом получился стилистически цельным, сильно отличавшимся от предыдущих. Включает в себя 10 треков. В Сеть были выложены 2 клипа: «Виват!» и «Кодекс молчания».

### Старческий маразм
14 мая 2021 года вышел альбом «Старческий маразм», состоящий из 15 треков, причём 11 из них записаны с такими музыкантами как: Найк Борзов, Александр Ф. Скляр, Илья Чёрт, Владимир Бегунов («Чайф»), Билли Новик (Billy’s Band), «Заточка» и другими.

### Наше время
16 мая 2023 года группа записала новый трек «Гимн Систо» так как 19 мая они выступили на сцене «Голосистое»[значимость факта?].
15 Марта 2024 года Кирпичи сыграли альбом Let’s Rock! в «Графите», вместе с Иваном Людевигом в качестве концертного участника[значимость факта?].

## Участники
Текущие участники
- Василий «Вася Васин» Васильев — вокал, MC, гитара, губная гармоника (1995—наше время);
- Данила «Danny Boy» Смирнов — бас, бэк-вокал, MC, гроул, клавишные, сэмплы, губная гармоника (1996—наше время);
- Вадим «Нос» Латышев — ударные, бэк-вокал (2000—наше время).

Бывшие участники
- Станислав Сытник — бас (1995);
- Кирилл Соловьев — ударные (1995—1996);
- Леонид Непомнящий — бас (1995);
- Евгений Яровой — гитара (1995—1996);
- Евгений «Джей» Назаров — ударные, бэк-вокал, MC, вокал, DJ (1996—2000) († умер 18 февраля 2000 года);
- Светлана Терентьева — ударные (2000);
- Оник Вартанов — гитара (2000—2002);
- Иван Людевиг — гитара (2002—2007).

Бывшие концертные участники
- Сергей «DJ Кефир» Лазарев — диджеинг (1996—1997)[3].

## Другие музыкальные проекты
Участники Кирпичей основали также несколько интересных музыкальных проектов:
- Правда (Данила Смирнов, Иван Людевиг);
- Васин-Нос (Вася Васин, Вадим Латышев);
- Spermadonarz (Данила Смирнов);
- Won James Won (Данила Смирнов, Иван Людевиг);
- Steroid 50333 (Данила Смирнов, Вадим Латышев, Иван Людевиг);
- Goon Gun (Данила Смирнов);
- Преzтиж (Вадим Латышев);
- MUX (Данила Смирнов);
- Planeta Vina (Вася Васин, Вадим Латышев).

## Дискография
| Студийные альбомы - 1996: Кирпичи тяжелы - 1999: Смерть на рейве - 2000: Капиталиzм 00 - 2002: Сила ума - 2004: Let’s rock! - 2005: Царский альбомъ - 2006: 7 - 2008: Камни - 2011: Новые кирпы моо фок - 2013: Summertime! - 2015: Потому что мы банда - 2021: Старческий маразм | Концертные альбомы - 1995: Live in Polygon - 1999: Live in Kiev Видео-альбомы - 2005: Кирпичи V ударе Сборники - 2008: MP3 CD 1 - 2008: MP3 CD 2 - 2008: Новая коллекция: Кирпичи Мини-альбомы - 2009: Главклуб Сплиты - 2010: Тараканы! + Кирпичи |

## Видеография
- 01. Байка (1996)
- 02. Плюю я (1999)
- 03. Данила блюз (2000)
- 04. Школьнички (2002)
- 05. Джедаи (2002)
- 06. Ира (2004)
- 07. Ира — 2 (2004)
- 08. Let’s Rock! (2004)
- 09. Царь (2005)
- 10. Давай Сейчас (2008)
- 11. Совесть (2008)
- 12. Вперёд/Бодрит (2008)
- 13. Всё Для Народа (2008)
- 14. Так как рэп собирает (2009)
- 15. Бред сивой кобылы (2011)
- 16. Конь-людоед (2012)
- 17. All Around the World (2013)
- 18. Endless Party (2013)
- 19. Smoke (2013)
- 20. Summertime (2013)
- 21. Shame (3 версии) (2013)
- 22. Goodbye (2013)
- 23. XX Лет Веселья (2015)
- 24. Виват! (2016)
- 25. Кодекс молчания (2016)
- 26. Питер, покажи язык! (2019)
- 27. Спасибо, пока (2020)
- 28. Учитесь плавать (2021)